# 塔夫拉达德彼德拉
塔夫拉达德彼德拉是巴拿马奇里基省托莱区的一个城市。 该市面积为98.3平方（38.0平方英里），2010年时人口为1,127，故其人口密度为11.5名居民每平方（30名居民每平方英里）。 1990年时人口为1,197，2000年时人口为1,209。